# Hotel Termas el Sosneado
El Hotel Termas el Sosneado fue un hotel ubicado en medio de la cordillera de los Andes, en el Departamento San Rafael, Provincia de Mendoza, Argentina, hoy quedan solo sus ruinas.
El hotel fue construido en 1938 por la Compañía de Hoteles Sud Sudamericanos Ltda. ―subsidiaria la empresa ferroviaria de B.A.P.― e inaugurado en diciembre del mismo año con una gran campaña publicitaria y con la presencia de personalidades de distintas partes del mundo.
Se levantó a orillas del río Atuel, sobre la Ruta Provincial 220 (de ripio y tierra), a unos 60 km al noroeste de la localidad de El Sosneado y a una altitud de 2180 m s. n. m.
Una de las principales atracciones del hotel era una pileta termal, al aire libre y con aguas sulfurosas que descendían del volcán Overo en forma constante y que la mantenían siempre llena y cálida.
A partir de 1953 las lujosas instalaciones quedaron prácticamente abandonadas, algunos cuidadores siguieron en el hotel algún tiempo más, pero el paso del tiempo hizo que todo quedara solo.
En la actualidad, es un punto de escala de las excursiones hacia los restos del avión uruguayo accidentado en 1972, estando a solo 21 km aproximadamente del lugar del accidente.